# سید محمدصادق خرازی
سید محمدصادق خرازی (متولد ۲ فروردین ۱۳۴۲) سفیر و معاون نمایندهٔ دائم ایران در سازمان ملل متحد (۱۹۸۹ تا ۱۹۹۵) و سفیر ایران در فرانسه (۲۰۰۲ تا ۲۰۰۶) در دوران ریاست جمهوری خاتمی بوده‌است. وی دبیرکل سابق حزب ندای ایرانیان، عضو هیئت امناء سازمان جهانی تبلیغات، عضو شورای سیاست گذاری مرکز گفتگوی تمدن‌ها
 و مدیرمسئول وبگاه تاریخ ایرانی و دیپلماسی ایرانی است. وی در حال حاضر مشاور ارشد سید محمد خاتمی می‌باشد.

## اوایل زندگی
وی در خانواده‌ای روحانی در ۲ فروردین ۱۳۴۲ هجری خورشیدی در شهر تهران در خانهٔ پدربزرگش که از بازاریان و تجار تهران بود متولد شد.
نوجوانی‌اش در قم گذشت و در مدارس «اوحدی»، «حکیم نظامی» و «دین و دانش» تحصیل کرد، هم‌زمان با وقوع انقلاب ۱۳۵۷ به تهران بازگشت و در بازار تهران سه سالی در تجارت‌خانهٔ پدربزرگش مشغول کار شد و به تحصیلاتش ادامه داد.

## فعالیت دیپلماتیک
صادق خرازی در دوران جنگ ایران و عراق معاون ستاد تبلیغات جنگ شورای عالی دفاع و عضو شورای عالی پدافند ملی بود.
با روی کار آمدن اکبر هاشمی رفسنجانی رئیس‌جمهور وقت ایران در سال ۱۳۶۸ به عنوان سفیر و معاون نماینده دائم ایران به سازمان ملل متحد در نیویورک رفت و پس از شش سال به ایران بازگشت. در زمان وزارت عمویش کمال خرازی به سمت معاون آموزش و پژوهش وزارت امور خارجه ایران منصوب شد و سپس به عنوان سفیر ایران در فرانسه به مدت سه سال و چهار ماه انجام وظیفه کرد. وی پس از روی کار آمدن سید محمد خاتمی به عنوان مشاور وی منصوب شد.

## فعالیت فرهنگی
خرازی تا به امروز در امور فرهنگی عضو کمیسیون ملی یونسکو در ایران، عضو هیئت مدیره شهر کتاب، عضو هیئت امنای بنیاد ایران‌شناسی، عضو هیئت امنای انجمن مفاخر ملی ایران، عضو هیئت امنای پژوهشگاه میراث فرهنگی، عضو شورای سیاست گذاری بنیاد گفتگوی تمدن‌ها، رئیس و عضو هیئت امنا کتابخانه و موزه ملی ملک، عضو شورای عالی کتابخانه ملی ایران، عضو شورای بین‌المللی دانشگاه آزاد اسلامی و عضو شورای راهبردی امور بین‌الملل سینمای ایران بوده‌است.

## فعالیت سیاسی
خرازی در مردادماه ۱۳۹۳ وی مجوز تأسیس یک حزب سیاسی با نام حزب ندای ایرانیان که رویکردی اصلاح‌طلبانه را مدعی است، از وزارت کشور جمهوری اسلامی ایران اخذ نمود.
وی در اول شهریور ۱۳۹۴ از ریاست این حزب استعفا داد. این استعفا که در پی انتقادات برخی از اصلاح طلبان به وی به خاطر مصاحبهٔ او با هفته نامه مثلث بود، با رأی اکثریت قاطع شورای مرکزی حزب رد شد و نتیجتاً وی در مقام خود باقی ماند. او در مصاحبه با هفته نامه مثلث گفته بود: «من کسانی را به یاد دارم که وقتی من سفیر بودم با آمریکایی‌ها مذاکره می‌کردند و برای دشمن پیام می‌فرستادند؛ من آنها را به عنوان اصلاح طلب نمی‌پذیرم. من فهرستی هم دارم که اگر لازم باشد یک روز آن را به مردم ارائه خواهم کرد.»
او در مهر سال ۱۳۹۶ با در نشست فصلی حزب ندای ایرانیان گفت: «حدود ۳۰ نفر از حزب ندا وارد شورای شهر شده‌اند و با استقلال رأیی که فراهانی در شورا دارد هیج وابستگی به قدرت خاصی ندارد. در انتخابات مجلس توانستیم ۱ تا ۴ نفر را به مجلس وارد کنیم و می‌توان گفت که حزب ندا مظهر اتحاد میان تمام اصلاح طلبان است.»
خرازی در انتخابات ریاست جمهوری سال ۱۳۹۲ از محمد باقر قالیباف و در انتخابات ریاست جمهوری سال ۱۳۹۶ از حسن روحانی حمایت کرد. خرازی در شهریور ۱۳۹۸ توسط حسن روحانی به عضویت در سازمان میراث فرهنگی، صنایع دستی و گردشگری منصوب شد.
در گذشته او به قاچاق عتیقه در پوشش کار دیپلماتیک
متهم شده که البته خودش آن را اتهام بی اساسی می‌داند.
صادق خرازی دبیرکل و موسس حزب اصلاح‌طلب ندای ایرانیان نیمه‌ی تیرماه 1401 طی بیانیه‌ای خطاب به اعضای این حزب، کناره‌گیری خود از کلیه فعالیت‌‌های حزبی را اعلام کرد.

## دیدگاه‌ها
وی طی مصاحبه‌ای در فروردین ۱۴۰۰ اظهاراتی را بیان کرد از جمله: «مردم ۸ سال زیر سایه فریب محمود احمدی‌نژاد بودند» و «برجام اولین موفقیت سازمان انرژی اتمی پس از دوران جنگ سرد بود.»

## زندگی شخصی
پدرش آیت‌الله سید محسن خرازی نمایندهٔ سابق مجلس خبرگان رهبری و خواهرش، عروس سید علی خامنه‌ای (همسر مسعود خامنه‌ای) است. عمویش سید کمال خرازی وزیر سابق امور خارجه است. برادر او محمدباقر خرازی است. او با خانواده عسگری از خانواده‌های سرشناس سیاسی تهران نیز نسبت سببی دارد. پسر خرازی داماد سید محمدرضا خاتمی است.
در سال ۱۳۹۳، وی، از وقف کردن منزل شخصی خود برای تبدیل شدن به کتابخانه، خبر داد. وی در منزل شخصی خود، ۳۰۰ هزار جلد کتاب جمع‌آوری کرده که بیش‌تر آن‌ها، از نسخ خطی و نفیس بوده و همراه با خانه، وقف شده‌اند.
خرازی از عوارض سلاح‌های شیمیایی به‌کار رفته در جنگ ایران و عراق رنج می‌برد و بارها مورد عمل جراحی قرار گرفته‌است.وی همچنین مؤسس و مدیر سایت تاریخ ایرانی و نایب رئیس نشر هرمس نیز می‌باشد.

## افتخارات
- دکترای افتخاری از دانشگاه روسیه
- دکتری افتخاری از دانشگاه دولتی بیشکک قزاقستان
- دکتری افتخاری از دانشگاه اوش